# Румбек
Румбек (арап. رمبيك‎) је главни град вилајета Ел Бухајрат у Јужном Судану. Налази се у долини повремене реке Вохко, у области Суд. У граду је 2005. године живело око 100.000 становника, углавном припадника народа Динке. Румбек има и аеродром са земљаном полетно-слетном стазом.